# Schröttinghausen (Werther)
Schröttinghausen ist ein Ortsteil von Werther (Westf.) im nordrhein-westfälischen Kreis Gütersloh.

## Geschichte
Bis zur kommunalen Neuordnung am 1. Januar 1973 war Schröttinghausen eine selbstständige Gemeinde im Amt Werther. Teile der Gemeinde inklusive des Ortskerns wurden der Stadt Bielefeld zugeschlagen und bilden den Bielefelder Stadtteil Schröttinghausen.

### Einwohnerentwicklung
Nachfolgend dargestellt ist die Einwohnerentwicklung von Schröttinghausen in der Zeit als selbständige Gemeinde im Kreis Halle (Westf.). In der Tabelle werden auch die Einwohnerzahlen von 1970 (Volkszählungsergebnis) und 1972 angegeben.
| Jahr | Einwohner |
| ---- | --------- |
| 1817 | 0822      |
| 1900 | 0803      |
| 1939 | 0667      |
| 1946 | 0965      |
| 1961 | 0808      |
| 1965 | 0950      |
| 1970 | 0907      |
| 1972 | 1409      |

Bevölkerungsentwicklung in Schröttinghausen
zwischen 1817 und 1965

Die Einwohnerzahl des bei Werther verbliebenen Teils der Gemeinde belief sich am 31. Dezember 1972 auf 182 Einwohner.